# أيا (غيبوثكوا)
بلدية أيا (بالإسبانية: Aya) هي بلدية تقع في مقاطعة غيبوثكوا التابعة لمنطقة إقليم الباسك شمال إسبانيا.

## الديموغرافيا
يبلغ عدد سكان بلدية أيا 2.002 نسمة عام 2011 (وفقاً للمعهد الوطني للإحصاء الإسباني).
| 1.646 | 1.663 | 1.643 | 1.750 | 1.829 | 1.958 | 2.002 |